# Бердовський Володимир Матвійович
Володимир Матвійович Бердовський (нар. 16 січня 1959, Львів) — радянський та український футболіст, що грав на позиції нападника.
Відомий насамперед виступами за футбольний клуб «Волинь», де є одним із найкращих гравців та бомбардирів клубу (54 м'ячі в чемпіонатах СРСР — 6 місце серед усіх бомбардирів клубу, та 324 матчі у чемпіонатах СРСР і кубку СРСР — також 6 місце серед гвардійців клубу), виступав також за клуби «Ністру» (Кишинів), «Авангард» (Рівне) та польський футбольний клуб «Гранат» (Скаржисько-Каменна).

## Клубна кар'єра
Володимир Бердовський є вихованцем ДЮСШ львівського клубу «Карпати», але свою кар'єру гравця команди майстрів молодий нападаючий розпочав у сусідньому Луцьку. Футболіст швидко завоював місце в основному складі місцевого «Торпедо», що на той час виступало у другій лізі чемпіонату СРСР. За перші два сезони в луцькому клубі Володимир Бердовський зіграв 57 матчів, у яких відзначився 9 забитими м'ячами. У 1980—1981 роках Володимир Бердовський проходив службу в Радянській Армії в армійському футбольному клубі СКА зі Львова, що також на той час виступав у другій лізі чемпіонату СРСР. Після служби повернувся у луцький клуб, повернув собі місце в основному складі, і за наступні 4 роки зіграв за клуб у 157 матчах та забив 28 м'ячів у ворота суперників. У 1985 році півроку грав за першоліговий клуб «Ністру» з Кишинева, а після короткочасної перерви знову повертається до Луцька. Цього разу Володимир Бердовський виступав у луцькому клубі до 1989 року, у якому луцький клуб, який у цьому році повернув собі історичну назву — «Волинь», переміг у зональному турнірі команд другої ліги, за що команда отримала звання чемпіона УРСР. У цьому чемпіонаті Володимир Бердовський зіграв 22 матчі, та відзначився 1 забитим м'ячем. Завершив цей сезон Володимир Бердовський у команді «Авангард» із сусіднього міста Рівне. Далі футболіст рік виступав за польський нижчоліговий клуб «Гранат» із Скаржисько-Каменної, після чого повернувся до Рівного. У «Авангарді» Бердовський зіграв лише 7 матчів, і знову поїхав на заробітки до польського клубу. За рік повернувся в Україну, але грав уже лише за аматорський луцький клуб «Підшипник», і за кілька місяців знову поїхав у добре знайомий польський клуб. За рік Володимир Бердовський повернувся в Україну, і ще кілька років виступав за волинські аматорські клуби «Електрик» (Луцьк), ковельський «Сільмаш» і «Колос» (Ківерці). Після закінчення футбольної кар'єри тривалий час працював дитячим тренером.

## Досягнення
- Переможець чемпіонату УРСР з футболу 1989, що проводився у рамках турніру в шостій зоні другої ліги СРСР.